# Burgravi di Lienz e Lueg
I burgravi di Lienz e Lueg erano una famiglia nobile del medioevo.

## Storia
Dopo la conquista dei Vendi da parte dell'Imperatore Carlo Magno, un guerriero tedesco costruì la fortezza di Lueg (Castel Lueghi) vicino Adelsberg in Carniola, e i suoi numerosi discendenti, che si divisero in varie diramazioni, furono chiamati i Lueger. L'ultimo proprietario, Erasmus Lueger, guadagnò grande fama, in parte per le sue frequenti faide e in parte per la sua tragica fine nel 1484, che può essere letta nel Pantheon di Frater Sartori.
Una linea di questa famiglia di Lueg, il cui progenitore potrebbe essere stato il burgravio Federico di Lienz menzionato nel 1165, giunse nella valle di Pusteria goriziana con i Mainardini e fu insignita da loro del titolo di burgravio di Lienz, e più tardi anche del maresciallo della contea di Gorizia. Come castellani ereditari di Lienz, i loro antenati trascurarono l'antico nome di famiglia da Lueg, e solo i loro discendenti lo riportarono in auge; tuttavia, usarono entrambi i nomi "di Lienz e Lueg" in modo diverso, mettendoli uno davanti all'altro o contentandosi di uno solo.
Nel 13º secolo visse anche il poeta e menestrello citato nel Codex Manesse, semplicemente chiamato burgravio di Lienz, che proveniva da questa famiglia.
Ernst di Lienz nel 1271 confermò con altri testimoni l'atto di divisione delle terre tra i conti Mainardo II di Tirolo-Gorizia e Alberto I di Tirolo e Gorizia.
Intorno al 1310, Federico, burgravio di Lienz, e Anna, vedova di suo fratello Hugo, ottennero dal principato-vescovile di Bressanone il castello di Neu-Rasen con la giurisdizione, le proprietà e le rendite su Anraß, Aßling e Tilliach come pegno.
Diemut di Lienz, nel registro di Reschen intitolata Langravia di Lienz, morì nel 1338 come badessa del convento nobiliare di Sonnenburg. Nel 1394, Konrad di Lienz e suo cugino Erasmus fondarono una messa quotidiana nella parrocchia locale, e Erasmus, che nel 1416 costruì la chiesa di San Nicola a Thurn sopra Lienz, aveva introdotto con suo fratello Agostino nel 1400 i giorni di quaresima a Lienz.
Con il permesso dei duchi austriaci, nel 1407 i fratelli sopra menzionati riscattarono il castello e la giurisdizione di Sand in Taufers da Rudolph Laßberger per 11.000 fiorini d'oro. Il vescovo Ulrich di Bressanone concesse loro in pegno il dominio di Anras con appartenenze (Tilliach, Aßling e Lienz), e questo pegno passò ereditariamente al cavaliere e burgravio Hugo. Quando Hugo fu attaccato dai conti di Cilli e privato delle sue proprietà, il vescovo Georg di Bressanone nel 1439 riscattò Anraß per il suo principato-vescovile. Nel 1431, lo stesso Hugo aveva anche contribuito alla fondazione del beneficio di Nassereit con riserva del diritto di patronato. Era ancora vivo nel 1473 ed era stato maresciallo ereditario di Gorizia. Poiché il suo matrimonio con Anna, contessa di Thierstein, rimase senza figli, gli succedette in quest'ultima capacità suo cugino Hanns Luenzer, burgravio di Lienz e amministratore di Heinfels, che nel 1467 con sua moglie Magdalena di Gufidaun fondò la cappellania nell'ospedale civico di Lienz.
Il loro figlio Kaspar, burgravio di Lienz e Lueg, nel 1500 concesse in pegno a Virgil von Graben, reggente imperiale goriziano e titolare di Lienz e Lueg, tutti i suoi beni attorno a Lienz, che aveva ereditato da suo fratello Balthasar. Inoltre, Von Graben divenne anche burgravio (o detentore del pegno) di Lienz.
Nel 1538 visse ancora un figlio di questi, Franz, che dovette fuggire dal paese a causa di una lite con il conte di Cilli e fu in seguito ucciso dai suoi nemici. Non lasciò discendenti.